# 9 Hydrae
9 Hydrae (9 Hya / HD 74137 / HR 3441) es una estrella en la constelación de Hidra de magnitud aparente +4,87.
Se encuentra a 212 años luz del sistema solar.
Como muchas estrellas del cielo nocturno, 9 Hydrae es una gigante naranja, siendo su tipo espectral K0IIICN.
En la propia constelación de Hidra, Alfard (α Hydrae), λ Hydrae, ν Hydrae y π Hydrae son también estrellas de esta clase.
Las letras «CN» en el tipo espectral de 9 Hydrae indican que, al igual que θ Herculis, es una estrella rica en cianógeno (CN), en donde los elementos creados en su núcleo por fusión nuclear alcanzan su superficie.
9 Hydrae tiene una temperatura efectiva de 4688 ± 5 K y es 49 veces más luminosa que el Sol.
Posee un diámetro 11 veces más grande que el diámetro solar, comparable al de la conocida Pólux (β Geminorum), la gigante naranja más cercana al sistema solar.
Gira sobre sí misma con una velocidad de rotación proyectada de 19 km/s.
Muestra un contenido metálico comparable al solar, siendo su índice de metalicidad [Fe/H] igual a +0,01.
Es una estrella del disco fino con una edad estimada de 4570 millones de años.
Aunque 9 Hydrae forma una estrella doble con BD-15 2554B, ambas estrellas no están físicamente relacionadas, constituyendo una doble óptica.